# کینگزمیر، کبک
کینگزمیر، کبک (به انگلیسی: Kingsmere, Quebec) یک منطقه کلان‌شهری در کانادا است که در استان کبک واقع شده‌است.